# Hyda excelsa
Hyda excelsa là một loài bướm đêm thuộc phân họ Arctiinae, họ Erebidae.